# Comuna de Zambrów
Zambrów (polaco: Gmina Zambrów) é uma gminy (comuna) na Polónia, na voivodia de Podláquia e no condado de Zambrowski. A sede do condado é a cidade de Zambrów.
De acordo com os censos de 2004, a comuna tem 9001 habitantes, com uma densidade 29,2 hab/km².

## Área
Estende-se por uma área de 298,98 km², incluindo:
- área agrícola: 50%
- área florestal: 15%

## Demografia
Dados de 30 de Junho 2004:
|                      | Total   | Total | Mulheres | Mulheres | Homens  | Homens |
| -------------------- | ------- | ----- | -------- | -------- | ------- | ------ |
|                      | pessoas | %     | pessoas  | %        | pessoas | %      |
| População            | 8730    | 100   | 4264     | 48,8     | 4466    | 51,2   |
| Densidade (pop./km²) | 29,2    | 100   | 14,3     | 14,3     | 14,9    | 14,9   |

De acordo com dados de 2002, o rendimento médio per capita ascendia a 1061,22 zł.

## Comunas vizinhas
- Andrzejewo, Czyżew-Osada, Łomża, Kołaki Kościelne, Rutki, Szumowo, Śniadowo, Wysokie Mazowieckie, Zambrów